# Nadroga-Navosa
Nadroga-Navosa is een van de veertien provincies van Fiji, in de divisie Western. Het is gelegen op het eiland Viti Levu. De provincie heeft een oppervlakte van 2.385 km² en had in 1996 54.083 inwoners. De hoofdstad is Sigatoka met 7.940 inwoners (1996).
Divisies: Central · Eastern · Northern · Western

Provincies: Ba · Bua · Cakaudrove · Kadavu · Lau · Lomaiviti · Macuata · Nadroga-Navosa · Namosi · Naitasiri · Ra · Rewa · Serua · Tailevu

Dependency: Rotuma